# Thomas Pierrepoint
Thomas William Pierrepoint (* 1870; † 1954) war ein britischer Henker.
Pierrepoint war 37 Jahre lang als Henker für die britische Regierung tätig, bevor er als Mittsiebziger 1946 in den Ruhestand trat. Ihm wird die Durchführung von über 300 Hinrichtungen zugerechnet – eine genaue Zahl ist unbekannt, weil er auch in Irland, Deutschland, Zypern und anderen Ländern tätig war. Er war der Bruder von Henry Pierrepoint und Onkel von Albert Pierrepoint.
Thomas Pierrepoint kann für sich in Anspruch nehmen, einer der dienstältesten Scharfrichter der Geschichte zu sein; noch mit 75 Jahren war er aktiv.
1940 äußerte ein Gefängnisarzt die Meinung, dass er unsicher wirke und seine Sehschärfe zweifelhaft scheine. Auch seine barsche Art (er ignorierte die Gefängnisgeistlichen) und die auf Tempo bedachte Durchführung von Hinrichtungen (er brachte seine Gehilfen in größte Schwierigkeiten, weil er die Falltüre öffnete, egal, ob diese noch mit dem Fesseln der Beine beschäftigt waren oder nicht) waren Anlass für Kritik. Daraufhin wurden über seine nächsten Hinrichtungen besondere Berichte angefordert. Da diese Berichte zufriedenstellend schienen (die umfangreiche Korrespondenz dazu wurde vom britischen Staatsarchiv 2006 freigegeben), wurde die Angelegenheit nicht weiter verfolgt. Aus den Akten geht jedoch hervor, dass der „Nachwuchsmangel“ während des Zweiten Weltkriegs dafür verantwortlich war, dass die „Prison Commission“ nicht auf seine Dienste verzichten konnte oder wollte.
Seine Reputation war so groß, dass er auch von der US-Armee engagiert wurde, Todesurteile ihrer Kriegsgerichte gegen Soldaten der US-Armee, die in Großbritannien stationiert waren und dort straffällig geworden waren, zu vollstrecken. Bei 13 der insgesamt 16 Erhängungen fungierte er als verantwortlicher Vollstrecker (bei dreien davon assistierte sein Neffe Albert Pierrepoint). Die Hinrichtungen der US-Armee wurden zwar mit der britischen Methode des „long drop“ durchgeführt, allerdings war das Protokoll amerikanisch; Albert Pierrepoint bemerkte in seiner Autobiographie, dass der Umstand, den Delinquenten um Mitternacht bis zu 5 Minuten mit dem Strick um den Hals am Schafott stehen zu lassen, währenddem offizielle Schriftstücke verlesen wurden und gebetet wurde, irritierend und belastend war, und er der „schnellen“ britischen Methode um 9 Uhr morgens den Vorzug gab.
Als er 1946 in den Ruhestand ging, suchte er bei der Prison Commission um eine kleine Rente nach. Henker in Großbritannien waren keine Staatsangestellten, sondern wurden pro Hinrichtung bezahlt. Die Antwort des britischen Innenministeriums war kurz und bündig: keine Rente für Henker.

## Werke
- Steve Fielding: Pierrepoint. A Family of Executioners. John Blake Publishing, London, 2006, ISBN 1-84454-192-4, (Ein Buch über die drei Pierrepoints).